# 사 (마음작용)
마음작용에 속하는 불교 용어로서의 사에는 다음과 같은 것들이 있다.
- 사(思)는 의사(意思) · 의지(意志) · 추진(推進)의 마음작용[心所法]을 말하며, 5온 가운데 행온(行蘊)을 대표한다.[1][2][3][4][5]

- 사(捨)는 내려놓음 · 버림 · 고요 · 적정 · 평정 · 평정심 · 평온 · 균형 · 평형의 선한 마음작용[心所法]을 말한다.[6][7] 사(捨)는 4무량심(四無量心) 가운데 사무량심(捨無量心)에 해당한다.

- 사(伺)는 제6의식이 대상의 세상(細相) 즉 자세한 모습을 분별할 때의 마음작용[心所法]을 말한다.[8][9] 이에 대해 제6의식이 대상의 추상(麤相) 즉 대강의 모습을 분별할 때의 마음작용[心所法]을 심(尋)이라 한다.[10][11]